# 拉布莱
拉布莱（法語：La Boulaye，法語發音：[la bulɛ]）是法國勃艮第-弗朗什-孔泰大區索恩-卢瓦尔省欧坦区的一個市镇。

## 地理
拉布莱（46°44'48"N, 4°7'41"E）面积13.86 平方千米，位于法国勃艮第-弗朗什-孔泰大區索恩-卢瓦尔省，该省份为法国中部省份，北起顺时针与科多尔省、汝拉省、安省、罗讷省、卢瓦尔省、阿列省和涅夫勒省接壤。
与拉布莱接壤的市镇（或旧市镇、城区）包括：沙尔博纳、蒙莫尔、圣欧仁、阿鲁河畔土伦。
拉布莱的时区为UTC+01:00、UTC+02:00（夏令时）。

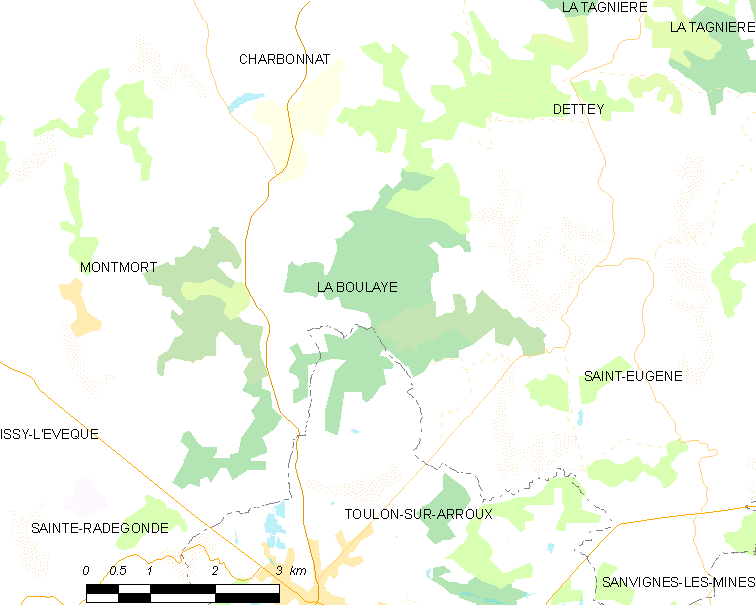
拉布莱的OSM定位图

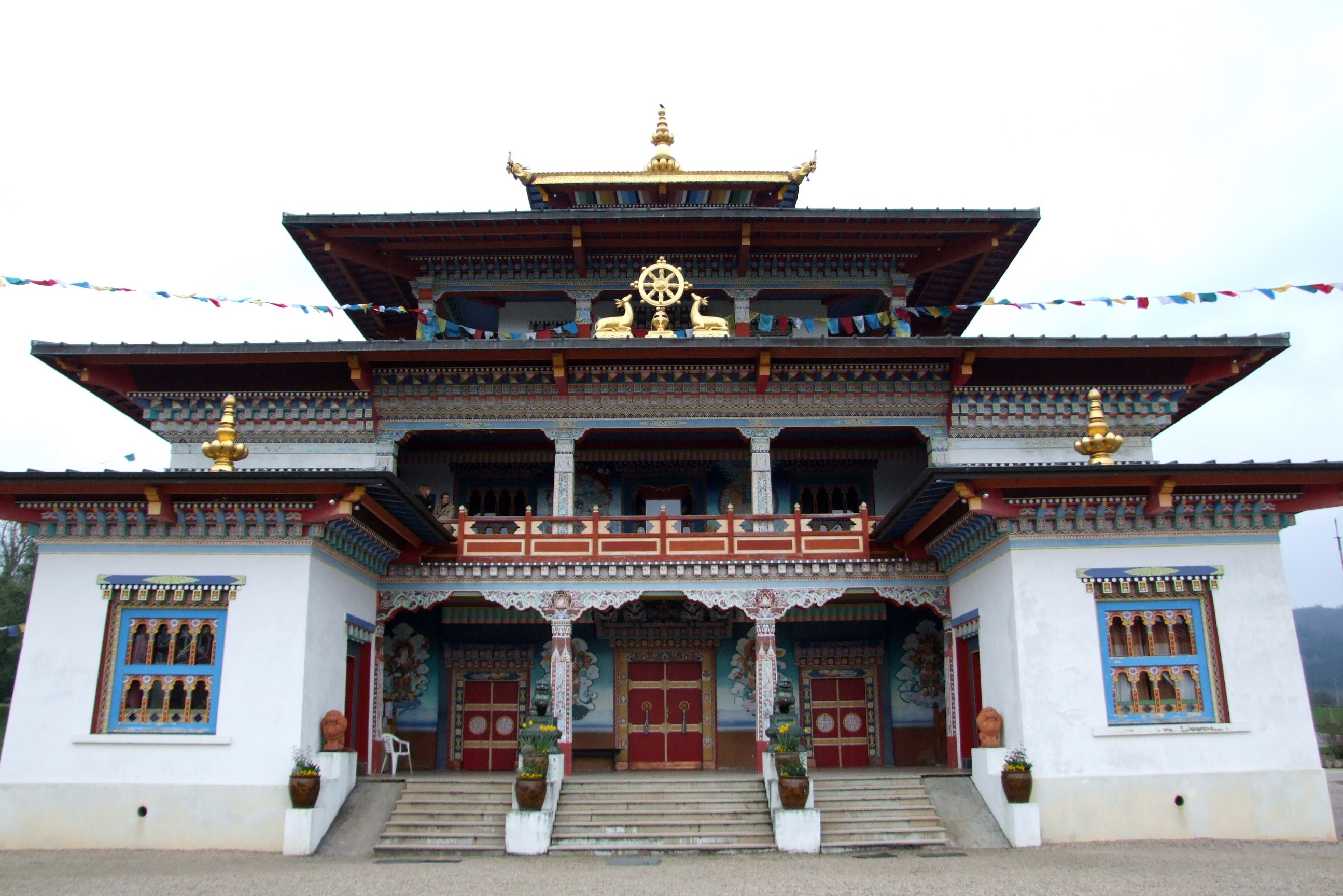
拉布莱的千佛殿

## 行政
拉布莱的邮政编码为71320，INSEE市镇编码为71046。

## 政治
拉布莱所属的省级选区为欧坦第二县。

## 文化
隸屬於法國噶舉中心的達香噶舉林寺院坐落於該鎮，其千佛殿是歐洲第一座仿西藏桑耶寺風格的古典建築，於1987年建成開光投入使用。

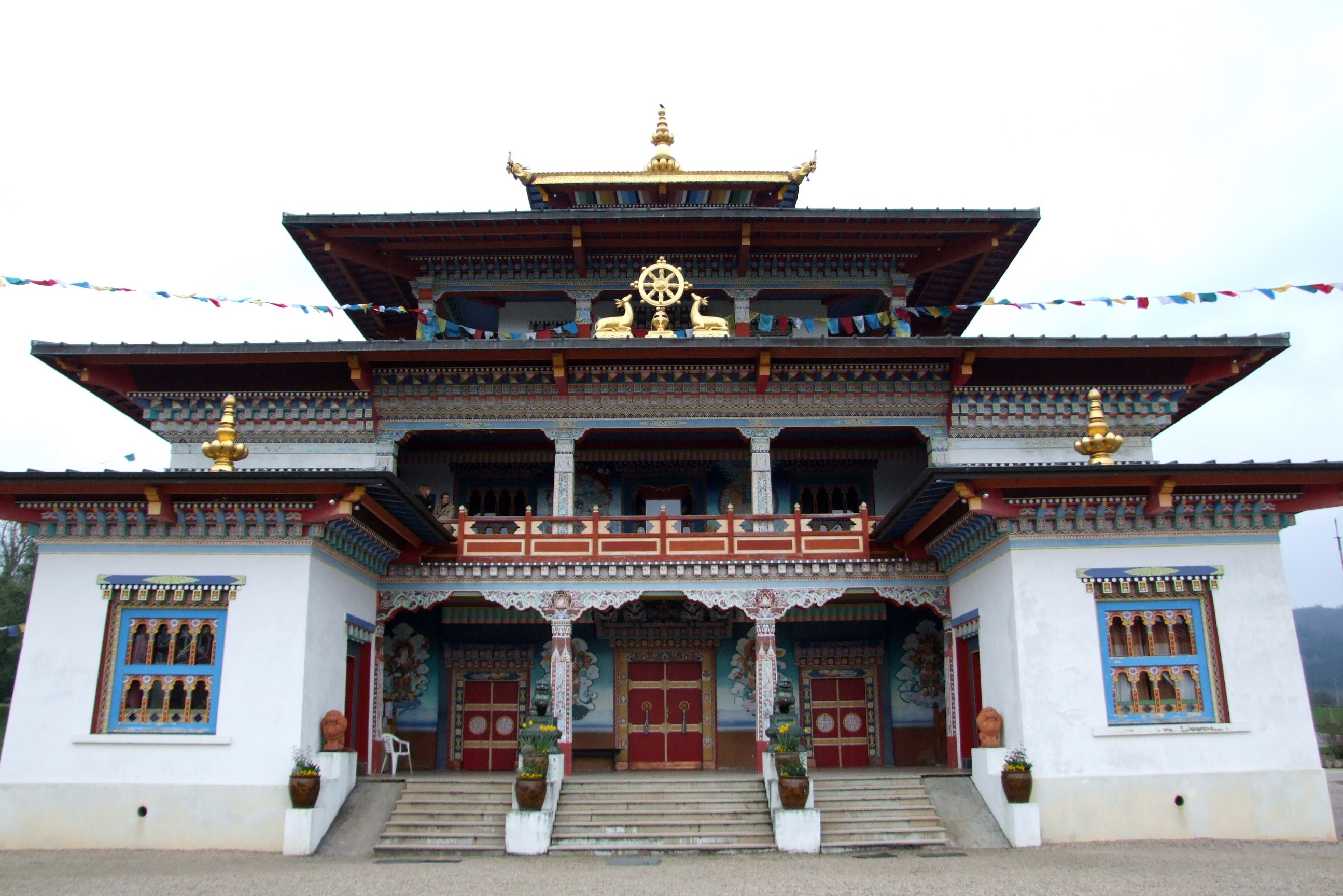
拉布莱的千佛殿

## 人口

1962-2008年间拉布莱人口变化图示

拉布莱于2022年1月1日时的人口数量为98人。